# Psecacera tibialis
Psecacera tibialis là một loài ruồi trong họ Tachinidae.